# District de Victoria
Pour les articles homonymes, voir Victoria.
Le District de Victoria est une ancienne circonscription électorale fédérale de la Colombie-Britannique, représentée de 1871 à 1872.
La circonscription du District de Victoria a été créée en 1871 lorsque la province de Colombie-Britannique entra dans la Confédération canadienne. Abolie en 1872, elle fut remplacée par la circonscription de Victoria. Durant son existence le district fut représenté par deux députés simultanément.

## Géographie
En 1871, la circonscription du District de Victoria comprenait:
- Les villes de Victoria, de Saanich et d'Esquimalt

## Députés
1. 1871-1872 — Amor De Cosmos, PLC
2. 1871-1872 — Henry Nathan Jr, PLC

- PLC = Parti libéral du Canada